# Boerenrepubliek (Zuid-Afrika)

De belangrijkste Boerenrepublieken en Griekwalanden

Een Boerenrepubliek was een onafhankelijke staat in Zuidelijk Afrika die werd gesticht en geregeerd door de Boeren, Nederlandstalige afstammelingen van blanke kolonisten uit de Kaapkolonie. De meeste Boerenrepublieken werden gesticht in de 19e eeuw, nadat de Boeren weigerden onder het Britse koloniale bestuur van de Kaap te leven. Vanaf 1835 migreerden tienduizenden Boeren met de Grote Trek massaal naar het binnenland, waar vele republieken werden gesticht. Enkelen werden al binnen enkele jaren geannexeerd door de Britten, zoals de Republiek Natalia. Anderen fuseerden tot de Zuid-Afrikaansche Republiek (Transvaal) en de Oranje Vrijstaat, twee internationaal erkende parlementaire republieken die zo'n vijftig jaar lang bestonden. Na de Tweede Boerenoorlog van 1899-1902 werden deze republieken door het Britse Rijk geannexeerd.

## Eerste republieken
De eerste onafhankelijke landjes werden gesticht toen de Kaapkolonie nog Nederlands was. Republiek Graaff-Reinet en Republiek Swellendam riepen in 1795 hun onafhankelijkheid uit maar verloren deze al snel tussen 1795 en 1796 door de verovering van de Kaapkolonie door het Verenigd Koninkrijk.

## Grote Trek
Na de Britse overname van de Kaapkolonie ontstond er een grote migratiestroom, bekend als de Grote Trek. De Nederlandstalige kolonisten genaamd Voortrekkers trokken hiermee het binnenland in en stichtten een groot aantal Boerenrepublieken.

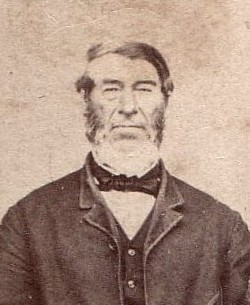
Andries Hendrik Potgieter, stichter van Winburg, Potchefstroom, Winburg-Potchefstroom en Zoutpansberg

### Winburg-Potchefstroom
De eerste Boerenrepubliek voorbij de Oranjerivier was Winburg, gesticht op 16 oktober 1836 door Andries Hendrik Potgieter waarbij hij de Griekwastaat Adam Koksland voorbijtrok. Het jaar daarop in 1837 stichtte hij de republiek Potchefstroom. Op 9 april 1844 fuseerden deze twee republieken tot de Republiek Winburg-Potchefstroom, maar deze fusie hield in 1848 op te bestaan toen sir Harry Smith het gebied tussen de Oranje- en Vaalrivier (Transoranje), inclusief Winburg en Adam Koksland annexeerde en omvormde tot de Oranjeriviersoevereiniteit.

### Natalia
Nadat Voortrekkersleider Piet Retief in 1838 vermoord werd door Zoeloekoning Dingane werden de Zoeloes op 16 december van dat jaar verslagen in de Slag bij Bloedrivier. Het jaar hierop in 1839 werd de Republiek Natalia aan de oostkust van Zuid-Afrika gesticht, met als hoofdstad Pietermaritzburg. Deze republiek werd echter in 1843 geannexeerd door de Britten. Een laatste poging om in dit gebied een republiek te vestigen mislukt met de Republiek van Kliprivier (1847), het latere Ladysmith.

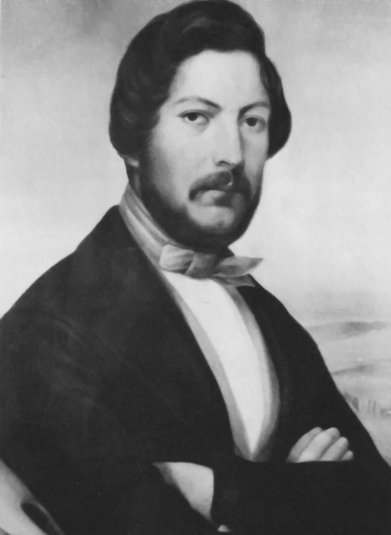
Andries Pretorius, stichter van de Zuid-Afrikaansche Republiek

## Transvaal en Vrijstaat
Op 17 januari 1852 werd de Zuid-Afrikaansche Republiek, informeel bekend als Transvaal, erkend door het Verenigd Koninkrijk bij de Conventie van Zandrivier. Op 23 februari 1854 volgde de Oranje Vrijstaat met de Conventie van Bloemfontein.
Ten oosten van Transvaal ontstonden de republieken Utrecht en Lydenburg die in 1858 fuseerden. Samen met de noordelijke republiek Zoutpansberg voegden ze zich in 1860 bij de Zuid-Afrikaansche Republiek.
Terwijl de Oranje Vrijstaat onder president Johannes Henricus Brand prima functioneerde werd de Zuid-Afrikaansche Republiek vanwege faillissement en onrust in 1877 door Theophilus Shepstone voor het Verenigd Koninkrijk geannexeerd. In 1881 wonnen ze hun onafhankelijkheid terug na de Eerste Boerenoorlog.

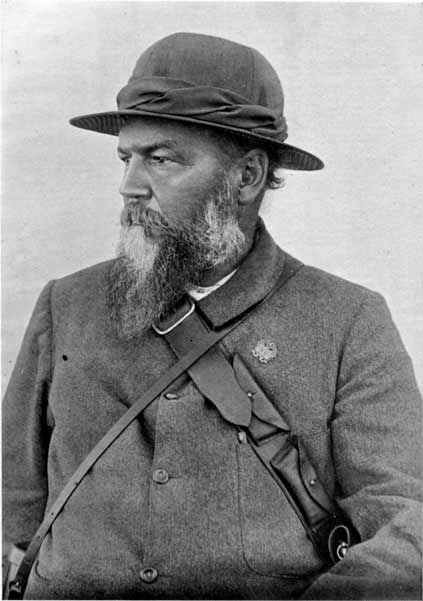
Lucas Johannes Meyer, stichter van de Nieuwe Republiek

## Laatste republieken

### Verenigde Staten van Stellaland
Ten westen van Transvaal verenigden de republieken Stellaland en Goosen zich tot de Verenigde Staten van Stellaland onder bescherming van de Zuid-Afrikaansche Republiek, maar werden alsnog ingenomen door de Britten in 1885.

### Upingtonia
Een heel eind verderop kwamen de trekkers van de Dorslandtrek, die door de Kalahariwoestijn naar het westen waren getrokken, aan in Duits-Zuidwest-Afrika (tegenwoordig Namibië) waar ze in 1885 de republiek Upingtonia stichtten met als hoofdstad Grootfontein. Deze republiek kwam echter nauwelijks van de grond en verdween al snel van de kaart.

### Oosten
In het oosten, bij de Zoeloelanden, werden de republieken Nieuwe Republiek en Klein Vrystaat respectievelijk in 1888 en 1891 geannexeerd door de, ondertussen schatrijke, Zuid-Afrikaansche Republiek.

## Het einde
Na de Tweede Boerenoorlog werden de laatste overgebleven Boerenrepublieken, de Zuid-Afrikaansche Republiek en de Oranje Vrijstaat, in 1902 voorgoed geannexeerd door het Verenigd Koninkrijk.
Tegenwoordig zijn er nog altijd Afrikanernationalisten die voor een zogenaamde Volkstaat pleiten. De nederzetting Orania is hier een voorbeeld van.

## De Boerenstaten

### Gesticht in de Nederlandse tijd
- Graaff-Reinet (6 februari 1795 - 22 augustus 1796)
- Swellendam (juni 1795 - november 1795)

### Gesticht door Voortrekkers
- Winburg (1836 - april 1844)
- Potchefstroom (17 januari 1837 - 9 april 1844)
- Republiek Natalia (12 oktober 1838 - 12 mei 1843)

### Latere Boerenrepublieken
- Winburg-Potchefstroom (9 april 1844 - 3 februari 1848)
- Republiek Kliprivier (7 januari 1847 - 1848)
- Zuid-Afrikaansche Republiek (Transvaal) (1848 - 1902) - (erkend 1852)
- Oranje Vrijstaat (Transoranje) (1848 - 1902) - (erkend 1854)
- Republiek Lydenburg (1849-1860)
- Republiek Zoutpansberg (1849 – 1860)
- Republiek Utrecht (1852 - 8 mei 1858)
- Republiek Stellaland (26 juli 1882 - 6 augustus 1883)
- Republiek Goosen (24 oktober 1882 - 7 augustus 1883)
- Verenigde Staten van Stellaland (6 augustus 1883 - 30 september 1885)
- Nieuwe Republiek of Vrijheid (16 augustus 1884 - 20 juli 1888)
- Republiek Upingtonia (20 oktober 1885 - 1887)
- Klein Vrijstaat of Kleine Republiek (10 maart 1886 - 2 mei 1891)